# إيرني نورمان
إيرني نورمان (بالإنجليزية: Ernie Norman)‏ هو لاعب دوري الرغبي أسترالي، ولد في 1913 في بادينغتون ‏ في أستراليا، وتوفي بنفس والدته في 3 أغسطس 1993 في بادينغتون بأستراليا.